# 山形県道26号寒河江西川線
山形県道26号寒河江西川線（やまがたけんどう26ごう さがえにしかわせん）は、山形県寒河江市から西村山郡西川町に至る県道（主要地方道）である。

## 概要

### 路線データ
- 陸上距離：19.5km[1][出典無効]
- 起点：寒河江市平塩（国道458号交点）
- 終点：西村山郡西川町間沢（国道112号交点）

## 歴史
- 1993年（平成5年）5月11日 - 建設省から、県道寒河江西川線が寒河江西川線として主要地方道に指定される[2]。

## 路線状況

### 名称・愛称
- 六十里越街道（寒河江市内）

### 橋梁
- 高瀬大橋（寒河江市、最上川）
- 八幡原跨線橋（寒河江市、左沢線）
- 新臥龍橋（寒河江市、寒河江川）

### 重複区間
- 山形県道24号天童寒河江線 （寒河江市平塩 - 寒河江市元町間）
- 山形県道23号天童大江線 （寒河江市本町 - 六供町間）
- 国道112号（寒河江市八鍬地内）
- 国道287号（寒河江市八鍬 - 寒河江市米沢間）
- 山形県道54号貫見間沢線（西川町沼山 - 西川町間沢間）

## 地理

### 通過する自治体
- 寒河江市
- 西村山郡西川町

### 交差する道路
- 国道458号（寒河江市平塩、西川町吉川稲沢原）
- 山形県道24号天童寒河江線
- 山形県道23号天童大江線
- 国道112号（寒河江市八鍬、寒河江市米沢、寒河江市白岩、西川町間沢）
- 国道287号
- 山形県道379号日和田松川線
- 山形県道286号田代白岩線
- 山形県道291号小山海味線
- 山形県道54号貫見間沢線

### 沿道の施設など
- 最上川ふるさと総合公園
- 山形県立寒河江高等学校